# Местоимение в праславянском языке
Местоиме́ние — одна из частей речи праславянского языка.

## Личные и возвратное местоимения
Личные местоимения 1-го и 2-го лиц не имели категории рода, что было унаследовано праславянским языком из праиндоевропейского.
В дательном и винительном падежах у возвратного и личных местоимений 1-го и 2-го лиц были энклитические формы, что сохранилось в большинстве славянских языков.
Личные местоимения характеризовал супплетивизм: формы косвенных падежей и форма именительного падежа образовывались от разных основ (*azъ — *mene, *ty — *tebe, vě — naju, va — vaju, my — nasъ, vy — vasъ, onъ, ono — jego, ona — jejě / *jeję).
К моменту распада праславянского языка, склонение личных местоимений выглядело следующим образом::
|       | 1 лицо ед.ч. | 2 лицо ед.ч.      | Возвратное        | 1 лицо дв.ч. | 2 лицо дв.ч. | 1 лицо мн.ч. | 2 лицо мн.ч. |
| ----- | ------------ | ----------------- | ----------------- | ------------ | ------------ | ------------ | ------------ |
| И.п.  | *azъ         | *ty               |                   | *vě          | *va          | *my          | *vy          |
| Р.п.  | *mene        | *tebe             | *sebe             | *naju        | *vaju        | *nasъ        | *vasъ        |
| Д.п.  | *mьně *mi    | *tobě / *tebě *ti | *sobě / *sebě *si | *nama        | *vama        | *namъ        | *vamъ        |
| В.п.  | *mene *mę    | *tebe *tę         | *sebe *sę         | *na          | *va          | *ny *nasъ    | *vy *vasъ    |
| Тв.п. | *mъnojǫ      | *tobojǫ           | *sobojǫ           | *nama        | *vama        | *nami        | *vami        |
| М.п.  | *mьně        | *tobě / *tebě     | *sobě / *sebě     | *naju        | *vaju        | *nasъ        | *vasъ        |

## Притяжательные
Притяжательные местоимения в праславянском языке образовывались от форм косвенных падежей соответствующих личных местоимений при помощи суффикса -*j-, также образовывавшего притяжательные прилагательные: *mojь, *tvojь, *svojь, *našь (< *nasjь), *vašь (< *vasjь). При этом притяжательные местоимения множественного числа были образованы от переразложенных основ личных местоимений: первоначальные *na-sъ (< *nō-som) и *va-sъ (< *wō-som) были восприняты как *nas-ъ и *vas-ъ. Так же, как и в современном литературном русском языке, в третьем лице в функции притяжательных использовались полные формы родительного падежа местоимения *onъ — *jego, *jejě.
Вопросительным притяжательным местоимением было *čьjь, *čьja, *čьje, образованное от вопросительного *kъ-to при помощи суффикса *-ьj-.

## Указательные местоимения
Для праславянского восстанавливается пять указательных местоимений: *sь, *tъ, *onъ, *ovъ, *jь.
Местоимение *onъ, *ona, *ono (ср. др-лит. anàs «тот, он», авест. аnа- «этот», хеттск. anniš «тот», др.-греч. ἔνη «последний день месяца, послезавтра») восходит к пра-и.е. *eno-/*ono-/*no-.
Местоимение *ovъ, *ova, *ovo (ср. авест. ava- «тот») восходит к пра-и.е. *awo-.
В парадигме местоимения *tъ, *ta, *to в праславянском языке был устранён имевшийся в ней в праиндоевропейскую эпоху супплетивизм: ср. др.-греч. ὁ (< *so), род. п. τοῦ (< *toso), ἡ, род. п. τῆς
По мнению А. Мейе, для праславянского была характерна аналогичная латинской трёхступенчатая система указательных местоимений, в которой различались объект по отношению к говорящему (*sь), объект по отношению к собеседнику (*tъ) и объект вне отношения к говорящим (*onъ).
Польский учёный Л. Мошинский полагал, что *sь и *ovъ указывали на близкий предмет, *onъ на далёкий, *tъ на близкий и известный, а *jь было анафорическим местоимением.
Единственное число
|       | Мужской род | Средний   | Женский      | Мужской род | Средний    | Женский      |
| ----- | ----------- | --------- | ------------ | ----------- | ---------- | ------------ |
| И.п.  | *tъ         | *tо       | *ta          | *jь         | *je        | *ja          |
| Р.п.  | *ta, *togo  | *ta, togo | *tojě /*toję | *ja, *jego  | *ja, *jego | *jejě /*jeję |
| Д.п.  | *tomu       | *tomu     | *toji        | *jemu       | *jemu      | *jeji        |
| В.п.  | *tъ         | *to       | *tǫ          | *jь         | *je        | * jǫ         |
| Тв.п. | *těmь       | *těmь     | *tojǫ        | *jimь       | *jimь      | *jejǫ        |
| М.п.  | *tomь       | *tomь     | *toji        | *jemь       | *jemь      | * jeji       |

Множественное число
|           | Мужской род | Средний | Женский | Мужской род | Средний | Женский |
| --------- | ----------- | ------- | ------- | ----------- | ------- | ------- |
| И.п. З.п. | *ty         | *ta     | *ty     | *ji         | *ja     | *ję/jě  |
| Р.п. М.п. | *těхъ       | *těхъ   | *těхъ   | *jiхъ       | *jiхъ   | *jiхъ   |
| Д.п.      | *temъ       | *temъ   | *temъ   |             | *jimъ   | *jimъ   |
| В.п.      | *ty         | *ta     | *ty     | *ję/jě      | *ja     | *ję/jě  |
| Тв.п.     | *těmi       | *těmi   | *těmi   | *jimi       | *jimi   | *jimi   |

Двойственное число
|                | Мужской род | Средний | Женский | Мужской род | Средний | Женский |
| -------------- | ----------- | ------- | ------- | ----------- | ------- | ------- |
| И.п. В.п. З.п. | *ta         | *tě     | *tě     | *ja         | *ji     | *ji     |
| Р.п. М.п.      | *toju       | *toju   | *toju   | *eju        | *eju    | *eju    |
| Д.п. Тв.п.     | *těma       | *těma   | * těma  | *jima       | *jima   | *jima   |

## Вопросительно-относительные местоимения
Вопросительно-относительные местоимения *kъto «кто» и *čьto «что» не обладали ни категорией рода, ни категорией числа. Их функции, по-видимому, были схожи с функциями аналогичных местоимений в современном русском языке.
Местоимение *kъto является сложением двух частей (*kъ-to), первая из которых так же, как и др.-инд. कः (IAST: kaḥ) «кто», лат. quī «который», гот. ƕаs, лит. kas «кто», восходит к пра-и.е. kwos «кто», а вторая является дейктической частицей.
В большинстве современных славянских языков местоимение «что» происходит от *čьto, также являющегося сложением (*čь-to), однако первоначальная форма *čь сохранялась до конца праславянской эпохи. Она сохранилась в чакавском ча «что» (от которого диалект, собственно, и получил такое название), ст.‑слав. ничьже «ничего», чеш. oč «о чём», nač «зачем», proč «почему», старопольских zacz, wecz, nacz, przecz. *čь, так же, как и хеттск. kuit, лат. quid «что», к пра-и.е. kwid.
Однако пол. , чеш. , н.-луж. co восходят к праслав. čьso, в котором видят форму изначально родительного падежа (пра-и.е. kweso), со временем ставшую употребляться в качестве именительного.
|       | кто    | что      |
| ----- | ------ | -------- |
| И.п.  | *kъ-to | *čь(-to) |
| Р.п.  | *ko-go | *če-so   |
| Д.п.  | *ko-mu | *če-mu   |
| В.п.  | *ko-go | *čь(-to) |
| Тв.п. | *cě-mь | *či-mь   |
| М.п.  | *ko-mь | *če-mь   |